# Corée du Sud aux Jeux olympiques d'hiver de 2002
La Corée du Sud est représentée par 48 athlètes aux Jeux olympiques d'hiver de 2002 à Salt Lake City.

## Médailles
| Sport              | Discipline           | Sportifs                                               | Performance        |
| Médailles d'or : 2 | Médailles d'or : 2   | Médailles d'or : 2                                     | Médailles d'or : 2 |
| ------------------ | -------------------- | ------------------------------------------------------ | ------------------ |
| Short-track        | 1500 m femmes        | Ko Gi-Hyun                                             |                    |
| Short-track        | Relais 3000 m femmes | Joo Min-Jin Choi Eun-kyung Choi Min-Kyung Park Hye-Won |                    |

| Sport                  | Discipline             | Sportifs               | Performance            |
| Médailles d'argent : 2 | Médailles d'argent : 2 | Médailles d'argent : 2 | Médailles d'argent : 2 |
| ---------------------- | ---------------------- | ---------------------- | ---------------------- |
| Short-track            | 1500 m femmes          | Choi Eun-kyung         |                        |
| Short-track            | 1000 m femmes          | Ko Gi-Hyun             |                        |

| Sport       | Médaille d'or, Jeux olympiques | Médaille d'argent, Jeux olympiques | Médaille de bronze, Jeux olympiques | Total |
| ----------- | ------------------------------ | ---------------------------------- | ----------------------------------- | ----- |
| Short-track | 2                              | 2                                  | 0                                   | 7     |
| Total       | 2                              | 2                                  | 0                                   | 4     |

## Épreuves

### Ski Alpin
Hommes
| Byun Jong Moon | Slalom       | 58 s 38       | 1 min 03 s 20 | n/a | 2 min 01 s 58 | 31      |         |         |
| Byun Jong Moon | Slalom géant | 1 min 19 s 49 | 1 min 17 s 71 | n/a | 2 min 37 s 20 | 47      |         |         |
| Kang Min Heuk  | Slalom       | 58 s 01       | 1 min 00 s 47 | n/a | 1 min 58 s 48 | 30      |         |         |
| Kang Min Heuk  | Slalom géant | 1 min 19 s 11 | 1 min 17 s 99 | n/a | 2 min 37 s 10 | 46      |         |         |
| Hur Seung Wook | Slalom       | 56 s 70       | DQ            | n/a | Abandon       | Abandon |         |         |
| Hur Seung Wook | Slalom géant | 1 min 19 s 32 | DNF           | n/a | Abandon       | Abandon |         |         |
| Lee Ki-hyun    | Slalom       | DNF           | –             | n/a | Abandon       | Abandon | Abandon | Abandon |

Femmes
| Nom         | Epreuve      | Temps    | Temps    | Temps    | Temps   | Temps      |         |
| Nom         | Epreuve      | Course 1 | Course 2 | Course 3 | Total   | Classement |         |
| ----------- | ------------ | -------- | -------- | -------- | ------- | ---------- | ------- |
| Yoo Hye Min | Slalom géant | DNF      | n/a      | Abandon  | Abandon | Abandon    | Abandon |

### Biathlon
Hommes
| Nom             | Épreuve      | Temps             | Pénalités | Classement |
| --------------- | ------------ | ----------------- | --------- | ---------- |
| Shin Byung-Kook | 10 km sprint | 29 min 51 s 1     | 2         | 80e        |
| Shin Byung-Kook | 20 km        | 1 h 00 min 58 s 1 | 4         | 75e        |

Femmes
| Nom         | Épreuve       | Temps             | Pénalités | Classement |
| ----------- | ------------- | ----------------- | --------- | ---------- |
| Kim Ja-Youn | 7,5 km sprint | 26 min 45 s 2     | 3         | 69e        |
| Kim Ja-Youn | 15 km         | 1 h 01 min 13 s 8 | 7         | 66e        |

### Patinage artistique
Hommes
| Nom          | Epreuve | Programme court | Programme libre | Classement |
| ------------ | ------- | --------------- | --------------- | ---------- |
| Lee Kyu-Hyun | Simple  | 28e             | Non qualifié    | 28e        |

Femmes
| Nom         | Epreuve | Programme court | Programme libre | Classement |
| ----------- | ------- | --------------- | --------------- | ---------- |
| Park Bit-Na | Simple  | 26e             | Non qualifié    | 26e        |

Couple
| Nom                        | Epreuve         | Notes | Classement |
| -------------------------- | --------------- | ----- | ---------- |
| Yang Tae-Hwa Lee Chuen-Gun | Danse sur glace | 48.0  | 24e        |

### Luge
Men
| Nom            | Épreuve | Meilleur temps | Classement |
| -------------- | ------- | -------------- | ---------- |
| Lee Hak-Jin    | Simple  | 3 min 07 s 199 | 36         |
| Kim Min-Kyu    | Simple  | 3 min 13 s 805 | 42         |
| Lee Chang-Yong | Simple  | Abandon        | -          |

### Patinage de vitesse sur piste courte
Hommes
| Nom                                               | Épreuve           | Qualifications | Qualifications | Quart de finale  | Quart de finale  | Demi-finale      | Demi-finale      | Finale           | Finale           |
| Nom                                               | Épreuve           | Temps          | Classement     | Temps            | Classement       | Temps            | Classement       | Temps            | Classement       |
| ------------------------------------------------- | ----------------- | -------------- | -------------- | ---------------- | ---------------- | ---------------- | ---------------- | ---------------- | ---------------- |
| Kim Dong-Sung                                     | 500 mètres        | 42 s 834       | 1er            | 41 s 806         | 1er              | 41 s 990         | 3e               | 42 s 076         | 6e               |
| Kim Dong-Sung                                     | 1000 mètres       | 1 min 32 s 901 | 1er            | 1 min 27 s 429   | 1er              | 1 min 52 s 645   | 4e               | 1 min 35 s 582   | 5e               |
| Kim Dong-Sung                                     | 1500 mètres       | 2 min 22 s 133 | 1er            |                  |                  | 2 min 15 s 942   | 1er              | Disqualifié      | 12e              |
| Lee Seung-Jae                                     | 500 mètres        | Disqualifié    | -              | Ne participe pas | Ne participe pas | Ne participe pas | Ne participe pas | Ne participe pas | Ne participe pas |
| Ahn Hyun-Soo                                      | 1000 mètres       | 1 min 30 s 252 | 1er            | 1 min 27 s 201   | 2e               | 1 min 27 s 469   | 2e               | 1 min 32 s 519   | 4e               |
| Ahn Hyun-Soo                                      | 1500 mètres       | 2 min 23 s 287 | 1er            |                  |                  | Disqualifié      | -                | Ne participe pas | 17e              |
| Kim Dong-Sung Lee Seung-Jae Min Ryoung Oh Se-Jong | 5000 metres Relay |                |                |                  |                  | Disqualifié      | -                | Ne participe pas | 8e               |

Femmes
| Nom                                                    | Épreuve            | Qualifications | Qualifications | Quart de finale | Quart de finale | Demi-finale    | Demi-finale | Finale         | Finale                             |
| Nom                                                    | Épreuve            | Temps          | Classement     | Temps           | Classement      | Temps          | Classement  | Temps          | Classement                         |
| ------------------------------------------------------ | ------------------ | -------------- | -------------- | --------------- | --------------- | -------------- | ----------- | -------------- | ---------------------------------- |
| Joo Min-Jin                                            | 500 mètres         | 45 s 547       | 1er            | 44 s 992        | 2e              | 1 min 08 s 184 | 4e          | 46 s 893       | 9e                                 |
| Choi Eun-kyung                                         | 500 mètres         | 45 s 395       | 1er            | 44 s 846        | 1er             | 44 s 647       | 5e          | 45 s 383       | 7e                                 |
| Choi Eun-kyung                                         | 1000 mètres        | 1 min 37 s 609 | 1er            | 1 min 34 s 842  | 1er             | 1 min 38 s 523 | 1er         | 1 min 34 s 808 | 6e                                 |
| Choi Eun-kyung                                         | 1500 mètres        | 2 min 29 s 460 | 1er            |                 |                 | 2 min 21 s 069 | 1er         | 2 min 31 s 610 | Médaille d'argent, Jeux olympiques |
| Ko Gi-Hyun                                             | 1000 mètres        | 1 min 42 s 093 | 1er            | 1 min 31 s 349  | 2e              | 1 min 35 s 172 | 2e          | 1 min 36 s 427 | Médaille d'argent, Jeux olympiques |
| Ko Gi-Hyun                                             | 1500 mètres        | 2 min 26 s 980 | 1er            |                 |                 | 2 min 31 s 120 | 2e          | 2 min 31 s 581 | Médaille d'or, Jeux olympiques     |
| Joo Min-Jin Choi Eun-kyung Choi Min-Kyung Park Hye-Won | Relais 3000 mètres |                |                |                 |                 | 4 min 14 s 977 | 1er         | 4 min 12 s 793 | Médaille d'or, Jeux olympiques     |

### Skeleton
Hommes
| Nom            | Course 1 | Course 2 | Total         | Classement |
| -------------- | -------- | -------- | ------------- | ---------- |
| Kang Kwang-Bae | 52 s 11  | 52 s 40  | 1 min 44 s 51 | 20         |

### Saut à ski
Hommes
| Nom                                                    | Épreuve        | Qualification | Finale       | Classement |
| ------------------------------------------------------ | -------------- | ------------- | ------------ | ---------- |
| Choi Heung-Chul                                        | Petit tremplin | 105.5         | 216.0        | 30e        |
| Choi Heung-Chul                                        | Grand tremplin | 73.1          | Non qualifié | 41e        |
| Kim Hyun-Ki                                            | Petit tremplin | 106.5         | 106.0        | 36e        |
| Kim Hyun-Ki                                            | Grand tremplin | 102.7         | 108.5        | 31e        |
| Kang Chil-gu                                           | Petit tremplin | 101.5         | 96.0         | 46e        |
| Kang Chil-gu                                           | Grand tremplin | 81.0          | 83.2         | 47e        |
| Choi Yong-Jik                                          | Petit tremplin | 111.0         | 109.0        | 34e        |
| Choi Yong-Jik                                          | Grand tremplin | 85.8          | 86.7         | 46e        |
| Choi Heung-Chul Kim Hyun-Ki Kang Chil-gu Choi Yong-Jik | Par équipe     |               | 801.6        | 8e         |